# 李元嘉
李 元嘉（り げんか、武徳2年（619年）- 垂拱4年9月11日（688年10月10日））は、中国の唐の高祖李淵の十一男。韓王に立てられた。字は元嘉。

## 経歴
母の宇文昭儀は、宇文述の娘であり、高祖に寵愛され、高祖が即位すると、皇后に立つことを望まれたが、固辞した。元嘉は母の受けた寵愛のために、特に高祖に愛され、後の諸子に及ぶ者がなかった。武徳4年（621年）、宋王に封ぜられ、のちに徐王に徙封された。貞観6年（632年）、実封七百戸を受け、潞州刺史となった。潞州にいたとき、年は15で、母の宇文太妃が病の床についたと聞いて、涕泣して絶食した。宇文太妃の喪が発せられると、哀哭することはなはだしく、太宗がつとめて慰めた。元嘉は若くして学問を好み、蔵書は万巻におよび、古代の碑文を蒐集して古文字の異同を解析した。弟の李霊夔と仲が良く、庶民の兄弟のように付き合っていた。
貞観9年（635年）、右領軍大将軍に任ぜられた。貞観10年（636年）、韓王に改封され、潞州都督に任ぜられた。貞観23年（649年）、実封千戸まで加増された。高宗の末年、沢州刺史に転じた。武則天の統治のもと、太尉に進み、定州刺史にうつされた。
垂拱年間、元嘉は絳州刺史に移された。垂拱4年（688年）、元嘉の子の李譔や越王李貞とその子の李沖とともに宗室を糾合して挙兵しようとしたが、李沖が済州で敗れ、元嘉は洛陽で捕らえられた。元嘉は武則天に強いられて自殺した。武則天により氏を「虺」と改められた。
元嘉には6人の子があった。長男の李訓は、潁川王となり、早く亡くなった。次男の李誼は、武陵王・濮州刺史となった。李諶は、上党公・杭州別駕となり、父や弟に連座して死んだ。李譔は、黄国公となり、通州刺史をつとめたが、病のために辞し、越王李貞の起兵に呼応して父とともに自殺させられた。五男の李訥が神龍初年に韓王の爵位を継いだ。

## 伝記資料
- 『旧唐書』巻64 列伝第14「韓王元嘉伝」
- 『新唐書』巻79 列伝第4「韓王元嘉伝」